# أحمد علاء الدين (عسكري)
أحمد علاء الدين أرسلان (بالروسية: Ахмад Аладдин Арслан) توفي 17 نوفمبر 2014) كان قائدا عسكريا أردنيا من أصل شيشاني. حصل على رتبة اللواء. وكان الضابط الوحيد الذي نال «وسام الإقدام العسكري» مرتين. وكان مشهورا برئاسة الرد على الهجوم الإرهابي الذي وقع على فندق عمان إنتركونتيننتال عام 1976.

## وفاته
كان علاء الدين في طريقه لتلقي العلاج الطبي في ألمانيا. لكنه توفي أثناء الرحلة (وهو في الطائرة) قبل أن يصل المستشفى وعمره 72 عاما. ودفن لاحقا في 19 نوفمبر 2014 في المقبرة الشيشانية في مدينة الزرقاء. وقد دفن مع مرتبة الشرف العسكرية. وحضر الجنازة من قبل الأمير هاشم الحسين ورئيس هيئة الأركان المشتركة مشعل الزبن ومستشار الملك عبد الله لشؤون القبائل شريف فواز بن زبن ومعظم الوزراء والنواب

## وصلات خارجية
- الهجوم الإرهابي على فنادق عمان 1976